# Ángela Ruiz Pérez
Ángela Julieta Ruiz Pérez (Maturín; 4 de octubre de 1992) es una  modelo y reina de belleza venezolana representante del estado Monagas en el Miss Venezuela 2010 donde se posicionó como primera finalista, adicionalmente ha representado internacionalmente al país en concursos como el Reinado Internacional del Café, Reina Hispanoamericana, Ford Modelos Supermodel of the World, entre otros. Asi mismo fue acreedora de los titulos nacionales Elite Model Look Latino y Top Model Of The Year Venezuela.

## Biografía y trayectoria
Ángela Ruiz nació en la ciudad de Maturín, en el estado oriental de Monagas, Venezuela. Se inició en el modelaje desde los quince años, y ganó el Súper Modelo de Venezuela 2009. Fue la representante oficial de Venezuela en el Ford Models Supermodel of the World 2010, certamen celebrado en Brasil en enero de 2010. Ese mismo año, acudió al casting del Miss Venezuela, quedando seleccionada entre las 28 candidatas en representación del estado Monagas, siendo la primera finalista de tal certamen. Ángela es Ingeniero Industrial egresada de la Universidad Santiago Mariño.
En 2011 es enviada como representante del país al  Reinado Internacional del Café celebrado en Colombia, donde se posiciona como primera finalista. Más tarde, ese mismo año, acude al Reina Hispanoamericana el cual se celebró en Bolivia, finalmente quedó como quinta finalista en una competencia que agrupó un total de 23 delegadas. Posteriormente, continuó trabajando como modelo en su propio país, hizo diferentes campañas para diversas marcas y muchas pasarelas para diseñadores venezolanos, anuncios en la televisión para la marca Gillette, el grupo Ferrara, en entre otros.
El ascenso de Ángela Ruiz en la industria del modelaje se produjo en 2011, luego de ser contactada, vía Facebook, por Toni Korpineva, director de la agencia Brand Model Manangment, de Finlandia, donde desfiló por unos meses. Luego, en 2012, Ruiz ingresa a las filas de la agencia Wilhelmina Models, en Nueva York, donde la modelo entonces fija residencia. Después de ser descubierto por BrandModel Manangment, ella fue contratada por Wilhelmina Models de Nueva York en 2012. Ha modelado en ocasiones para la semana de la moda de Nueva York, con diseñadores como Versace, Carolina Herrera, Pamella Roland, Desigual, Venexiana, Ángel Sánchez, Rafael Cennamo, Tracy Reese y J.Crew; y ha realizado presentaciones para Ralph Lauren y Guess, también realizó un comercial de L'Oréal París con la cantante estadounidense Beyoncé Knowles, además de la última campaña de Timberland Company 2015.
Ruiz modela para agencias en Estados Unidos, Venezuela, Francia, Italia, Finlandia, Portugal, Singapur e Inglaterra. En 2015 Ángela estuvo entre las modelos preseleccionadas para el reconocido desfile de los ángeles de Victoria's Secret, el casting final se llevó a cabo en el mes de octubre de ese mismo año. En abril de 2016 aparece en la portada ELLE Portugal, además fue la modelo principal en ediciones especiales para las revistasVOGUE India, GQ, entre otras. Ha protagonizado varios comerciales y campañas publicitarias para diferentes marcas en los últimos años.

## Miss Venezuela 2010
Ruiz representó al estado Monagas en la 58.ª edición del Miss Venezuela que se llevó a cabo el 28 de octubre en el Palacio de Eventos de Maracaibo donde compitió con otras 27 candidatas representantes de diversos estados y regiones de Venezuela. Al final de la velada quedó posicionada como primera finalista.